# Walincourt-Selvigny
Walincourt-Selvigny est une commune française située entre Cambrai et Guise dans le département du Nord, en région Hauts-de-France.
Ses habitants sont appelés les Walincourtois.

## Géographie

### Localisation

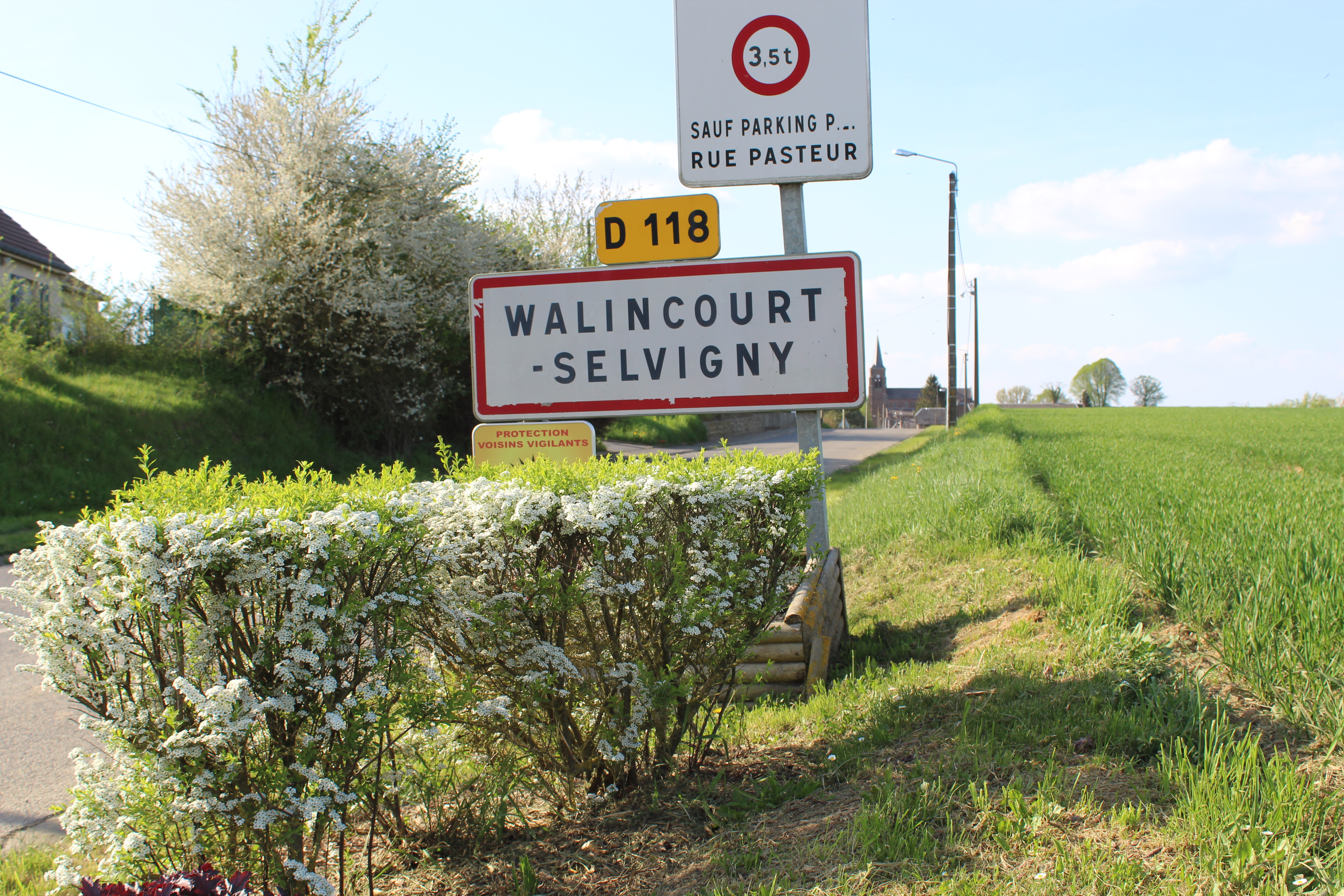
Entrée du village.

La commune se trouve à 65,5 km de Lille et à 13,8 km de Cambrai à vol d'oiseau.
| Esnes                             | Haucourt-en-Cambrésis | Ligny-en-Cambrésis |
|                                   | Walincourt-Selvigny   | Caullery           |
| Crèvecœur-sur-l'Escaut Malincourt | Dehéries              | Clary Élincourt    |

### Géologie, relief et hydrographie
Walincourt-Selvigny est située dans le bassin de l'Escaut.
Le ruisseau de Saugrenon longe le finage ouest de la commune. Il rejoint la Warnelle, elle-même affluent de rive droite de l'Escaut, à Esnes. De même le Ruisseau d'Iris longe une partie de la limite est du finage, et rejoint également la Warnelle.

### Hydrographie

#### Réseau hydrographique
La commune est située dans le bassin Artois-Picardie. Elle est drainée par le ruisseau de Sargrenon et le ruisseau d'Iris,.

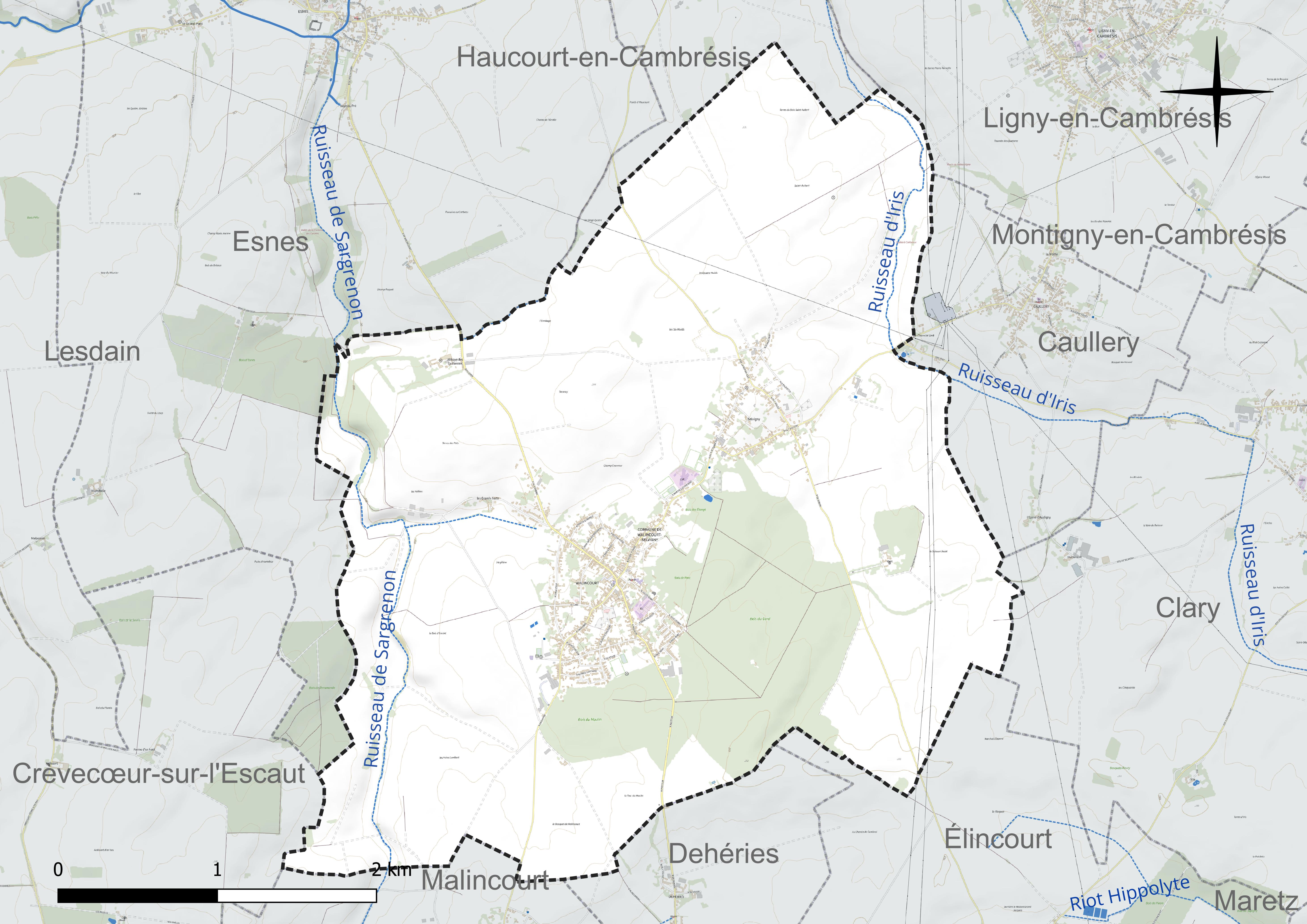
Réseau hydrographique de Walincourt-Selvigny.

#### Gestion et qualité des eaux
Le territoire communal est couvert par le schéma d'aménagement et de gestion des eaux (SAGE) « Escaut ». Ce document de planification concerne un territoire de 2 005 km2 de superficie, délimité par le bassin versant de l'Escaut. Le périmètre a été arrêté le 9 juin 2006 et le SAGE proprement dit a été approuvé le 13 juillet 2021. La structure porteuse de l'élaboration et de la mise en œuvre est le syndicat mixte Escaut et Affluents (SyMEA).
La qualité des cours d'eau peut être consultée sur un site dédié géré par les agences de l'eau et l'Agence française pour la biodiversité.

### Climat
Pour des articles plus généraux, voir Climat des Hauts-de-France et Climat du Nord.
En 2010, le climat de la commune est de type climat océanique dégradé des plaines du Centre et du Nord, selon une étude du CNRS s'appuyant sur une série de données couvrant la période 1971-2000. En 2020, Météo-France publie une typologie des climats de la France métropolitaine dans laquelle la commune est dans une zone de transition entre le climat océanique et le climat océanique altéré et est dans la région climatique  Nord-est du bassin Parisien, caractérisée par un ensoleillement médiocre, une pluviométrie moyenne régulièrement répartie au cours de l'année et un hiver froid (3 °C).
Pour la période 1971-2000, la température annuelle moyenne est de 10 °C, avec une amplitude thermique annuelle de 14,3 °C. Le cumul annuel moyen de précipitations est de 739 mm, avec 11,7 jours de précipitations en janvier et 9,3 jours en juillet. Pour la période 1991-2020, la température moyenne annuelle observée sur la station météorologique la plus proche, située sur la commune d'Épehy à 16 km à vol d'oiseau, est de 10,6 °C et le cumul annuel moyen de précipitations est de 752,8 mm,. Pour l'avenir, les paramètres climatiques de la commune estimés pour 2050 selon différents scénarios d'émission de gaz à effet de serre sont consultables sur un site dédié publié par Météo-France en novembre 2022.

### Voies de communication et transports
La commune est traversée par la route départementale 960, de Cambrai à Bohain-en-Vermandois, ainsi que par la route départementale 16.
Walincourt-Selvigny est reliée à Cambrai par la ligne 307 du réseau de transport routier Arc-en-ciel 3 et à Caudry par la ligne 327.

## Urbanisme

### Typologie
Au 1er janvier 2024, Walincourt-Selvigny est catégorisée bourg rural, selon la nouvelle grille communale de densité à sept niveaux définie par l'Insee en 2022.
Elle appartient à l'unité urbaine de Walincourt-Selvigny, une unité urbaine monocommunale constituant une ville isolée,. Par ailleurs la commune fait partie de l'aire d'attraction de Cambrai, dont elle est une commune de la couronne,. Cette aire, qui regroupe 64 communes, est catégorisée dans les aires de 50 000 à moins de 200 000 habitants,.

### Occupation des sols
L'occupation des sols de la commune, telle qu'elle ressort de la base de données européenne d'occupation biophysique des sols Corine Land Cover (CLC), est marquée par l'importance des territoires agricoles (76 % en 2018), en diminution par rapport à 1990 (77,3 %). La répartition détaillée en 2018 est la suivante : 
terres arables (68,9 %), forêts (14,3 %), zones urbanisées (9,7 %), prairies (3,9 %), zones agricoles hétérogènes (3,2 %). L'évolution de l'occupation des sols de la commune et de ses infrastructures peut être observée sur les différentes représentations cartographiques du territoire : la carte de Cassini (XVIIIe siècle), la carte d'état-major (1820-1866) et les cartes ou photos aériennes de l'IGN pour la période actuelle (1950 à aujourd'hui).

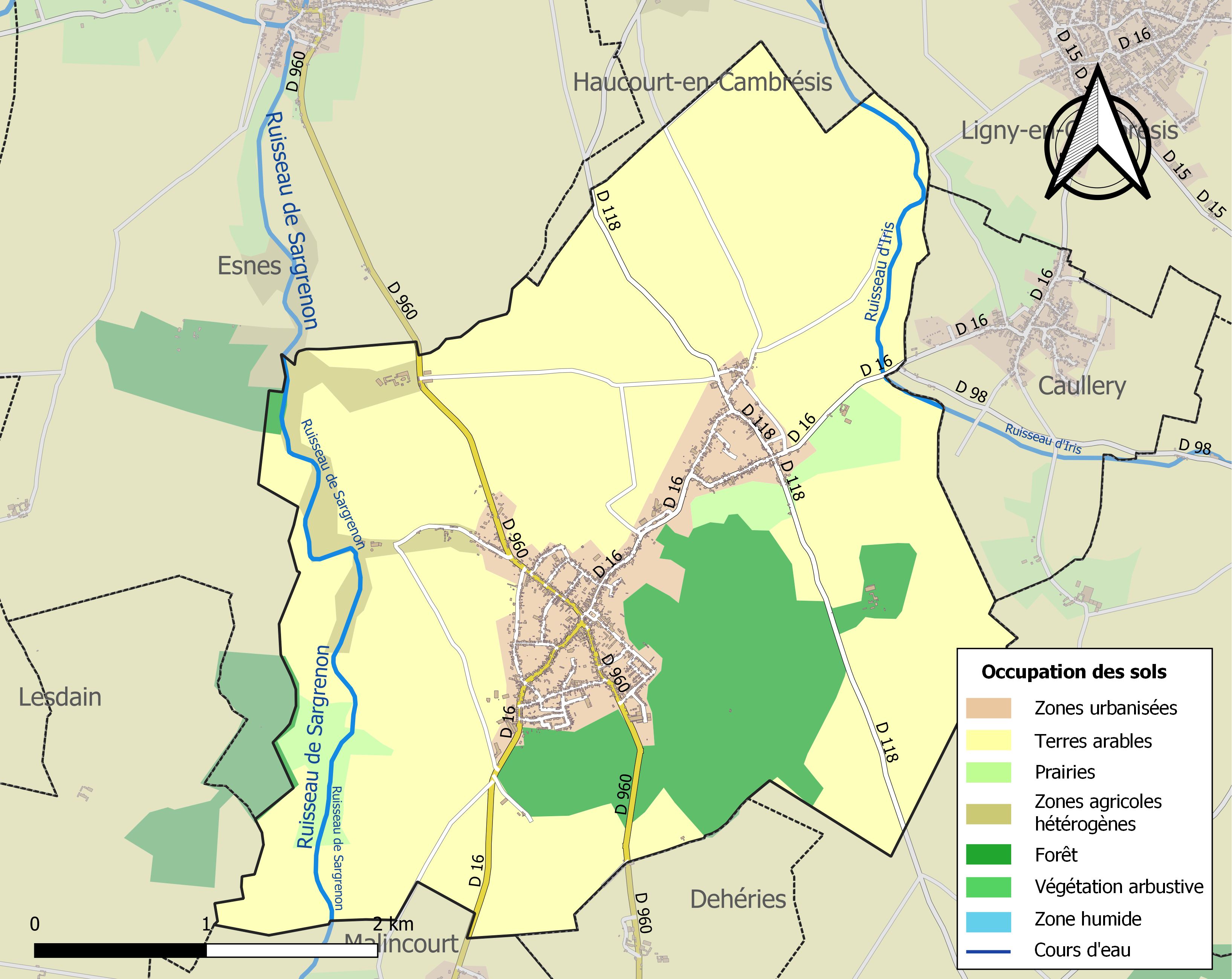
Carte des infrastructures et de l'occupation des sols de la commune en 2018 (CLC).

## Toponymie
Les opinions divergent sur l'origine du nom Walincourt. On le trouve, entre les XIe et XIVe siècles, sous les formes Wallincorte ou Wallincurte, Walinkurt, Waleincurtis, Waulaincourt ou Waulaincorth, Wuilaincourt, Walincourt, Wallencourt ou encore Wallaincourt.
Selon Mannier il faut l'interpréter comme  « Wallonis Curtis », le domaine ou la ferme de Wallo ou du Wallon, c'est-à-dire du nom d'un personnage ou d'un peuple. Boniface y voit le sens de bois ou forêt (du bas latin Walda, ou du saxon Wald) ou un retranchement (du bas latin Walla, du latin Vallis) ou encore une eau dormante (de Walla). Selon cet auteur Walincourt serait donc la « métairie du bois » ou « de la vallée ».
La divergence persiste pour Selvigny (mentionné du XIIe et XVe siècles sous les noms Silviniaco, Silviniacum, Selvigny, Selvinio, Selvingny ou Sevegny) : tandis que Boniface y voit « l'habitation des bois » (du latin Sylva), Mannier en fait « le domaine de Sylvain », Villa Silvini.
On voit Walincourt et Selvigny entourés de bois sur la carte de Cassini.

## Histoire

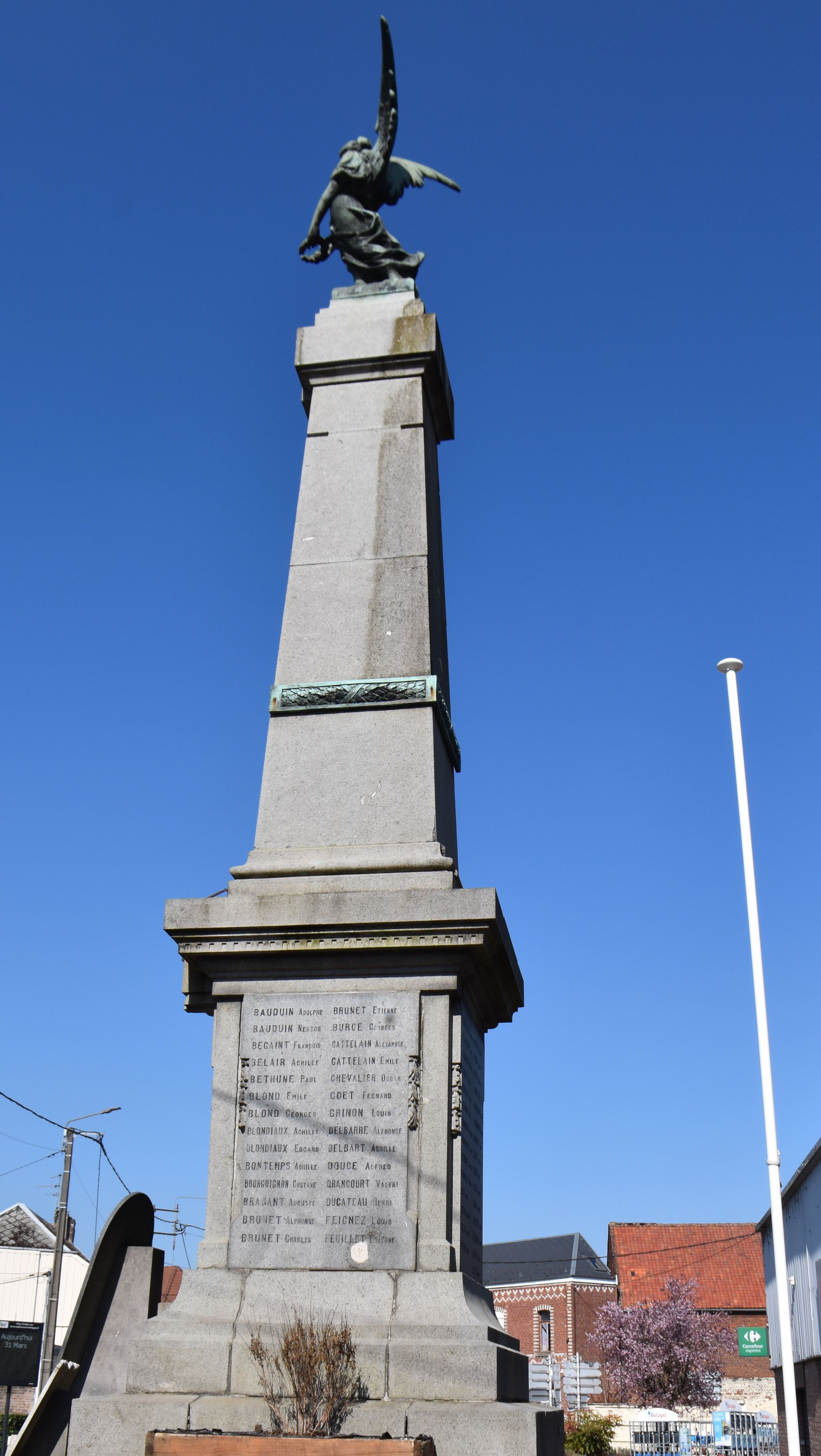
Le monument aux morts.

Ce n'est que récemment que l'on parle de « Walincourt-Selvigny ». En effet, les deux communes (Walincourt et Selvigny) se sont unies le 8 octobre 1972. Ainsi cette date mémorable a donné le nom à la rue unissant les deux localités.
Symboliquement, le collège a été construit à mi-chemin entre les deux communes. C'est en 2002 que la rue parallèle à celle du 8 octobre 1972 (celle du collège) sera rebaptisée « rue Martin Luther King » en hommage au célèbre militant noir américain et à l'initiative de M. J-P. Gavériaux, personnalité locale. J-P. Gavériaux, ancien principal du collège Villon, organisa un vote des collégiens afin de choisir le nom de la rue (en 2000). Les noms de Jean Moulin ou Pierre et Marie Curie ont donc été devancés par Martin Luther King, ce qui a été vécu comme un formidable élan citoyen et de tolérance dont la presse locale s'est largement fait l'écho.
Il serait intéressant de parler et de  retrouver les archives, permettant de retrouver les nombreux ouvriers et entreprises de bijouterie qui ont fait la réputation de Walincourt jusque dans les années 1970-80.
Cinq des six éoliennes du parc éolien du Bois de Saint-Aubert sont mises en service en 2024 sur le finage de Walincourt-Selvigny.

## Jumelages
Selm (Allemagne)
La commune, au même titre que les autres communes du secteur scolaire du collège François Villon, est jumelée avec une ville allemande : Selm, distante de 430 km. Grâce à l'ancien principal du collège Jean-Pierre LEFEBVRE, artisan-initiateur du jumelage, elle entretient des liens étroits avec cette dernière. Ainsi, sous l'impulsion du comité de jumelage, de nombreux échanges culturels ont lieu avec les associations et les établissements de Selm et le collège François Villon de Walincourt-Selvigny.

## Héraldique
| armes de Selvigny | Les armes de Selvigny se blasonnent ainsi : "D'azur à la fasce d'or, chargée de trois croix potencées de sable, et accompagnée de trois roses à six feuilles d'argent." |

| armes de Walincourt | Les armes de Walincourt se blasonnent ainsi : "D'argent au lion de gueules ." |

## Politique et administration

### Rattachements administratifs et électoraux

#### Circonscriptions de rattachement
Walincourt-Selvigny appartient à l'arrondissement de Cambrai et au canton du Cateau-Cambrésis depuis sa création.
Pour l'élection des députés, la commune fait partie de la dix-huitième circonscription du Nord, représentée depuis juin 2017 par Guy Bricout (UDI-LIOT).

#### Intercommunalité
Depuis le 31 décembre 2011, date de sa création, la commune est membre de la communauté d'agglomération du Caudrésis - Catésis, un EPCI qui comprend 46 communes et 64 124 habitants en 2019. Auparavant, Walincourt-Selvigny était membre de la communauté de communes du Caudrésis, une intercommunalité qui a été dissoute le 31 décembre 2009.
| Élections                  | Élections                     | Circonscription électorale                        | Élu de la circonscription       | Élu de la circonscription | Élu de la circonscription | Élu de la circonscription |
| Niveau                     | Type                          | Circonscription électorale                        | Titre                           | Nom                       | Début de mandat           | Fin de mandat             |
| -------------------------- | ----------------------------- | ------------------------------------------------- | ------------------------------- | ------------------------- | ------------------------- | ------------------------- |
| Commune / Intercommunalité | Municipales et communautaires | Walincourt-Selvigny                               | Maire                           | Jérôme Méli               | 2020                      | 2026                      |
| Commune / Intercommunalité | Municipales et communautaires | Communauté d'agglomération du Caudrésis - Catésis | Président de l'intercommunalité | Serge Siméon              | 2020                      | 2026                      |
| Département                | Départementales               | Canton du Cateau-Cambrésis                        | Conseiller départemental        | Yannick Caremelle         | 2021                      | 2028                      |
| Département                | Départementales               | Canton du Cateau-Cambrésis                        | Conseillère départementale      | Sylvie Clerc              | 2021                      | 2028                      |
| Région                     | Régionales                    | Région Hauts-de-France                            | Président du conseil régional   | Xavier Bertrand           | 2021                      | 2028                      |
| Pays                       | Législatives                  | Dix-huitième circonscription                      | Député                          | Guy Bricout               | 2022                      | 2027                      |

#### Institutions judiciaires
Sur le plan des institutions judiciaires, la commune relève du tribunal judiciaire (qui a remplacé le tribunal d'instance et le tribunal de grande instance le 1er janvier 2020), du tribunal pour enfants et du conseil de prud'hommes de Cambrai, du tribunal de commerce, de la cour d'appel et de la cour administrative d'appel de Douai et du tribunal administratif de Lille.

### Administration municipale
Le nombre d'habitants au dernier recensement étant compris entre 1 500 et 2 499, le nombre de membres du conseil municipal est de 19.

### Liste des maires
Depuis mai 2020, le maire est Jérôme Méli. Il a succédé à Daniel Fiévet, premier édile de 2008 à 2020.
| Période                                                        | Période       | Identité              | Étiquette | Qualité                                               |
| -------------------------------------------------------------- | ------------- | --------------------- | --------- | ----------------------------------------------------- |
| Les données manquantes sont à compléter.                       |               |                       |           |                                                       |
| 1806                                                           | novembre 1815 | Étienne Forrière      |           |                                                       |
| Les données manquantes sont à compléter.                       |               |                       |           |                                                       |
| 1925                                                           | 1936          | Isaac Taisne          |           |                                                       |
| 1936                                                           | 1940          | Charles Delbarre père |           |                                                       |
| 1940                                                           | 1941          | Jacques Mairesse      |           |                                                       |
| 1941                                                           | 1942          | Antoine Telliez       |           |                                                       |
| 1942                                                           | 1944          | Eduine Galiègue       |           |                                                       |
| 1944                                                           | 1949          | Charles Delbarre père |           |                                                       |
| 1949                                                           | 1961          | Camille Gervais       |           |                                                       |
| 1961                                                           | mars 1971     | Charles Delbarre fils | DVD       |                                                       |
| mars 1971                                                      | 1972          | Simonne Galiègue      | DVG       | Chevalier de l'Ordre national du Mérite               |
| 8 octobre 1972 : fusion des communes de Walincourt et Selvigny |               |                       |           |                                                       |
| 1972                                                           | mars 1977     | Simonne Galiègue      | DVG       | Chevalier de l'Ordre national du Mérite               |
| mars 1977                                                      | mars 1983     | Gaston Bricout        | DVG       |                                                       |
| mars 1983                                                      | juin 1995     | Daniel Fiévet         | PS        | Comptable                                             |
| juin 1995                                                      | mars 2001     | Jean-Louis Plataux    | PS        | Président de la CC du Caudrésis                       |
| mars 2001                                                      | mars 2008     | Gérard Marécaille     | DVG       | Conseiller pédagogique Adjoint au maire (1995 → 2001) |
| mars 2008                                                      | mai 2020      | Daniel Fiévet         | DVG       | Comptable retraité                                    |
| mai 2020                                                       | En cours      | Jérôme Méli           | DVG       | Artiste, dirigeant d'une entreprise d'événementiel    |

### Politique environnementale
La collecte, le traitement des déchets des ménages et des déchets assimilés font partie des compétences obligatoires de la communauté de communes du Caudrésis-Catésis à laquelle appartient Walincourt-Selvigny. La protection et la mise en valeur de l'environnement font partie de ses compétences optionnelles.

## Population et société

### Démographie

#### Évolution démographique
L'évolution du nombre d'habitants est connue à travers les recensements de la population effectués dans la commune depuis 1793. Pour les communes de moins de 10 000 habitants, une enquête de recensement portant sur toute la population est réalisée tous les cinq ans, les populations de référence des années intermédiaires étant quant à elles estimées par interpolation ou extrapolation. Pour la commune, le premier recensement exhaustif entrant dans le cadre du nouveau dispositif a été réalisé en 2006.

En 2022, la commune comptait 2 091 habitants, en évolution de −2,06 % par rapport à 2016 (Nord : +0,51 %, France hors Mayotte : +2,11 %).
| 1793  | 1800  | 1806  | 1821  | 1831  | 1836  | 1841  | 1846  | 1851  |
| ----- | ----- | ----- | ----- | ----- | ----- | ----- | ----- | ----- |
| 1 380 | 1 377 | 1 405 | 1 563 | 1 928 | 1 837 | 1 929 | 2 062 | 2 127 |

| 1856  | 1861  | 1866  | 1872  | 1876  | 1881  | 1886  | 1891  | 1896  |
| ----- | ----- | ----- | ----- | ----- | ----- | ----- | ----- | ----- |
| 2 183 | 2 411 | 2 499 | 2 530 | 2 630 | 2 511 | 2 482 | 2 343 | 2 217 |

| 1901  | 1906  | 1911  | 1921  | 1926  | 1931  | 1936  | 1946  | 1954  |
| ----- | ----- | ----- | ----- | ----- | ----- | ----- | ----- | ----- |
| 2 200 | 2 157 | 2 306 | 1 941 | 2 077 | 2 098 | 2 116 | 1 949 | 2 066 |

| 1962  | 1968  | 1975  | 1982  | 1990  | 1999  | 2006  | 2011  | 2016  |
| ----- | ----- | ----- | ----- | ----- | ----- | ----- | ----- | ----- |
| 2 143 | 2 026 | 2 340 | 2 233 | 2 168 | 2 105 | 2 044 | 2 106 | 2 135 |

| 2021  | 2022  | - | - | - | - | - | - | - |
| ----- | ----- | - | - | - | - | - | - | - |
| 2 112 | 2 091 | - | - | - | - | - | - | - |

#### Pyramide des âges
La population de la commune est relativement jeune.
En 2018, le taux de personnes d'un âge inférieur à 30 ans s'élève à 37,6 %, soit en dessous de la moyenne départementale (39,5 %). À l'inverse, le taux de personnes d'âge supérieur à 60 ans est de 24,6 % la même année, alors qu'il est de 22,5 % au niveau départemental.
En 2018, la commune comptait 1 050 hommes pour 1 098 femmes, soit un taux de 51,12 % de femmes, légèrement inférieur au taux départemental (51,77 %).
Les pyramides des âges de la commune et du département s'établissent comme suit.
| Hommes | Classe d’âge | Femmes |
| ------ | ------------ | ------ |
| 0,0    | 90 ou +      | 1,0    |
| 7,8    | 75-89 ans    | 11,4   |
| 14,0   | 60-74 ans    | 14,8   |
| 18,5   | 45-59 ans    | 18,2   |
| 20,5   | 30-44 ans    | 18,5   |
| 16,7   | 15-29 ans    | 15,1   |
| 22,6   | 0-14 ans     | 20,9   |

| Hommes | Classe d’âge | Femmes |
| ------ | ------------ | ------ |
| 0,5    | 90 ou +      | 1,4    |
| 5,3    | 75-89 ans    | 8,1    |
| 14,8   | 60-74 ans    | 16,2   |
| 19,1   | 45-59 ans    | 18,4   |
| 19,5   | 30-44 ans    | 18,7   |
| 20,7   | 15-29 ans    | 19,1   |
| 20,2   | 0-14 ans     | 18     |

### Enseignement
Le département du Nord gère le collège François-Villon.

## Lieux et monuments

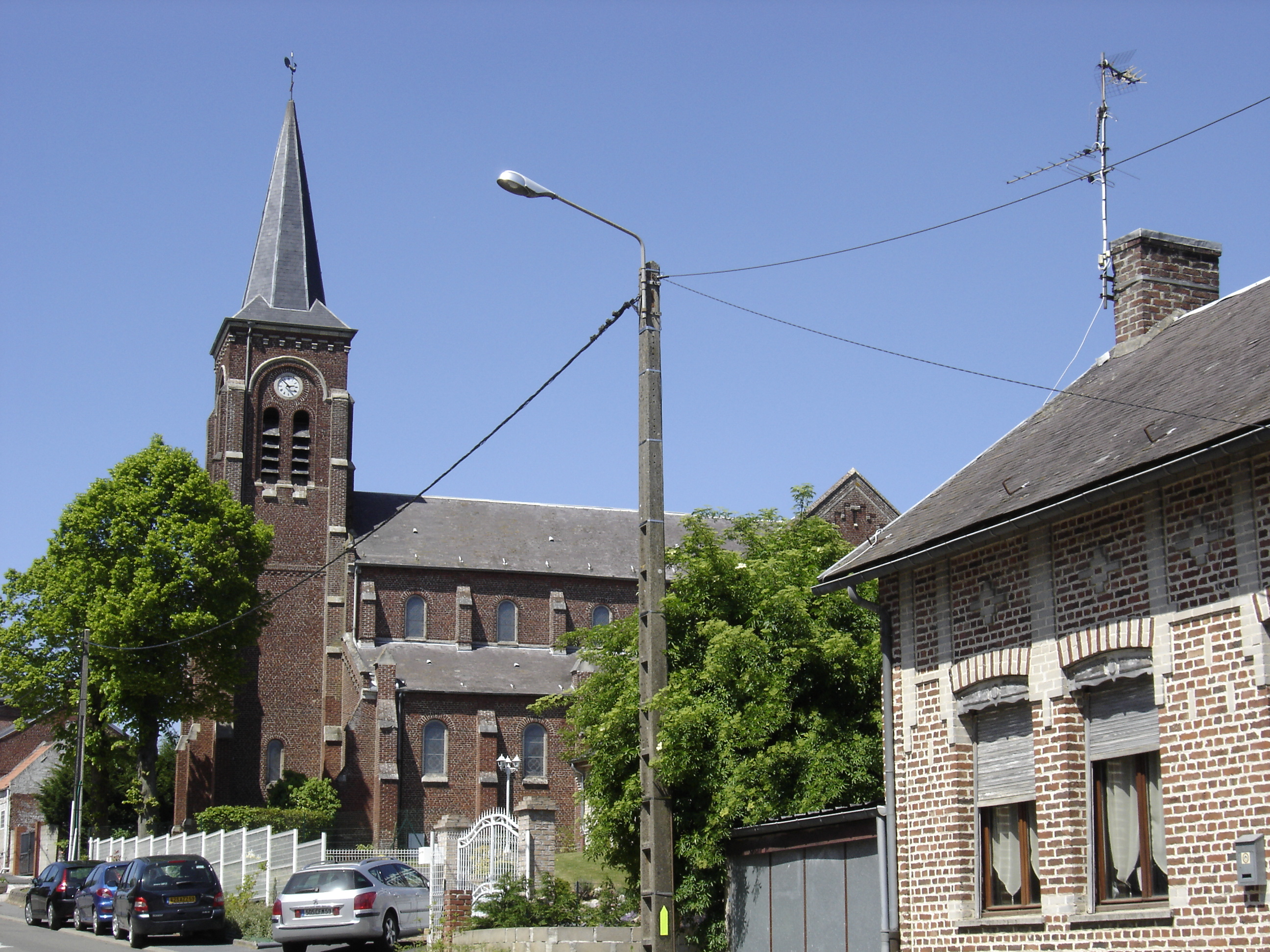
L'église de Selvigny

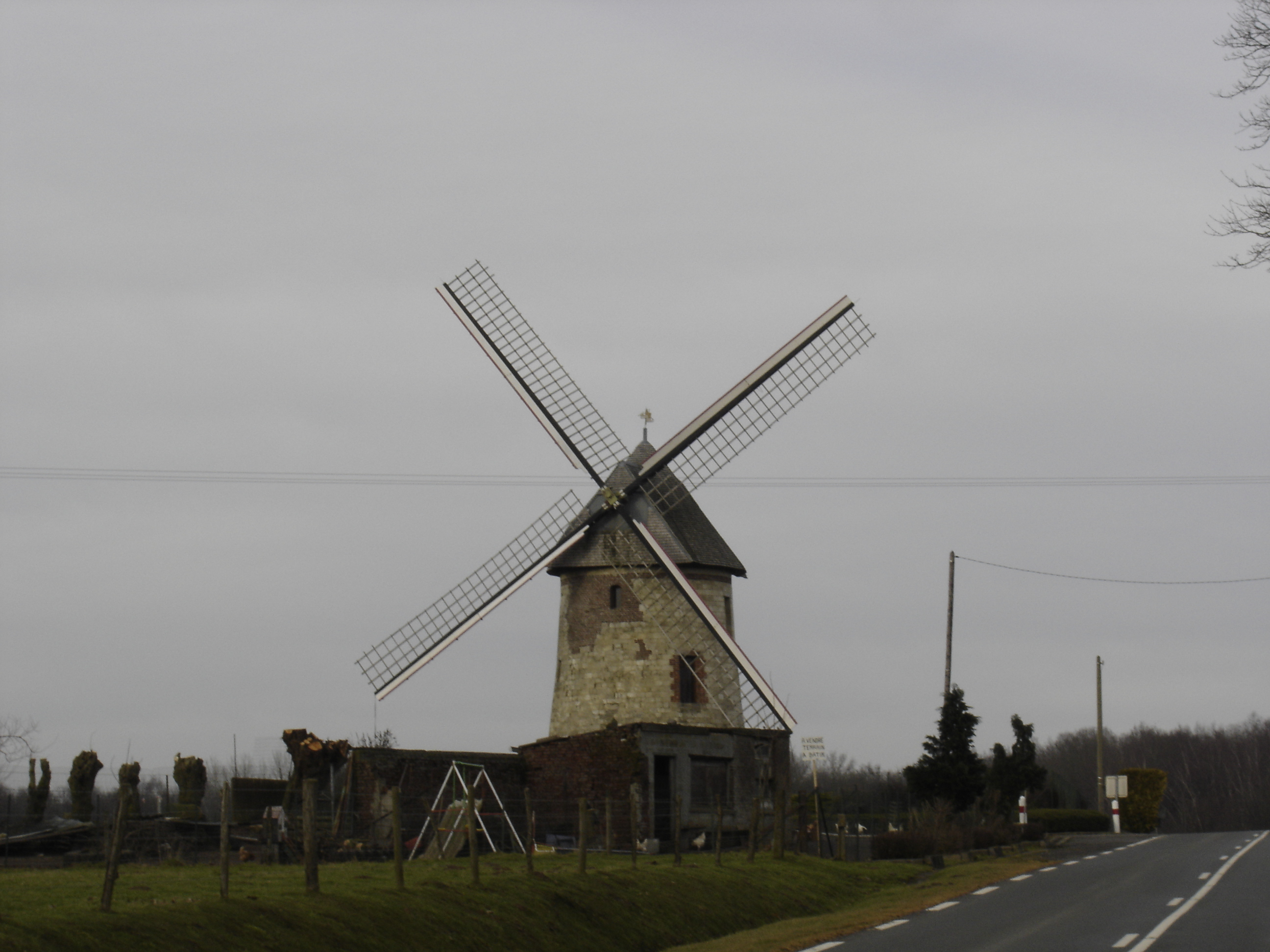
Le moulin Brunet

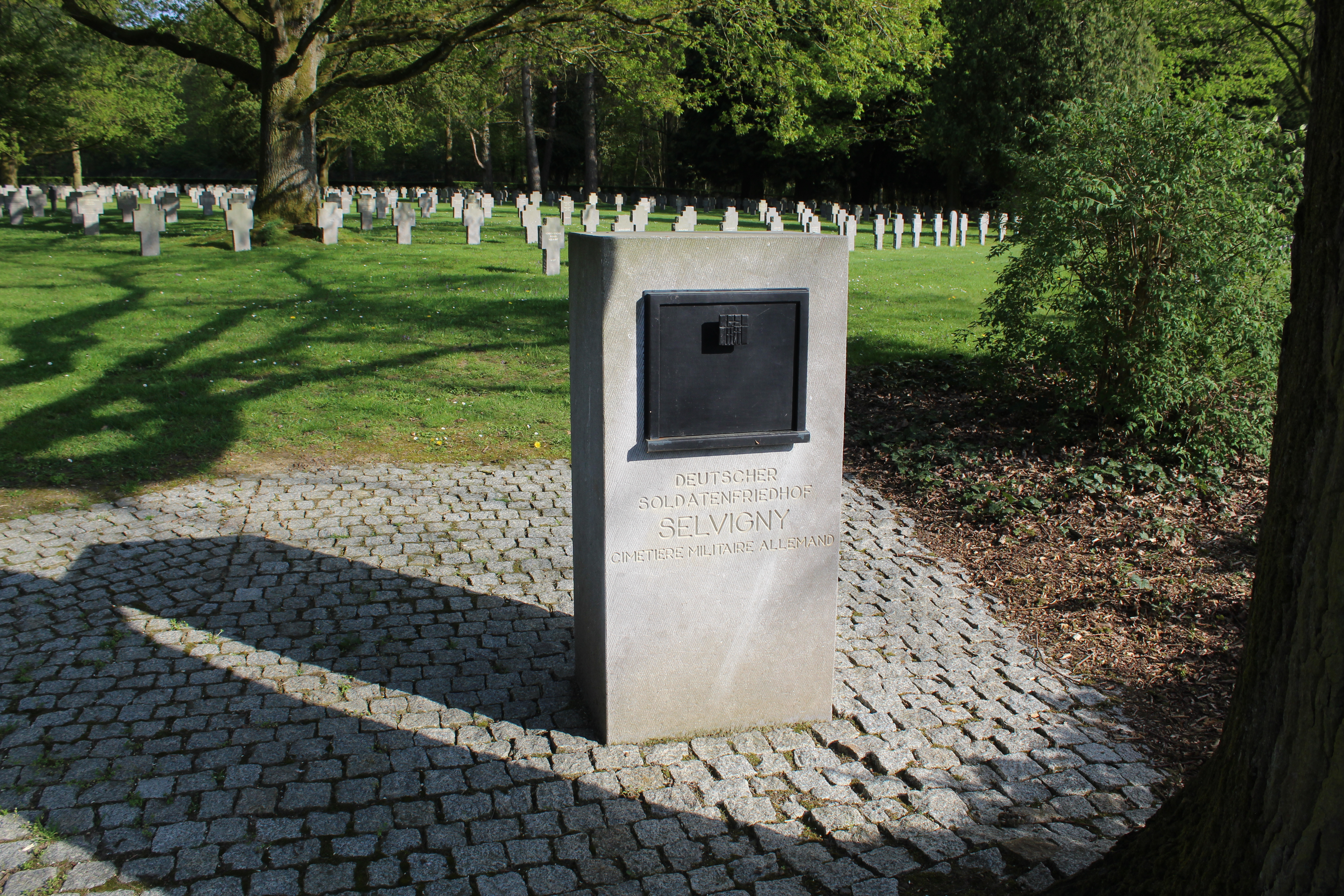
Le cimetière militaire allemand de Selvigny.

- La réunion de Walincourt et de Selvigny permet la présence de deux salles des fêtes, de deux églises et de deux monuments aux morts, tous deux étant fleuris lors des cérémonies.
- La mairie de Selvigny a été démolie en 2007.
- Temple protestant entouré d'un cimetière dans la rue Gambetta.
- Kiosque rénové sur la place de la mairie.
- Le Cimetière Militaire Allemand de Selvigny

Bien qu'il soit aussi connu comme « le moulin de Dehéries » (ou « moulin Brunet », du nom du dernier meunier), le moulin est en fait situé sur le territoire de la commune de Walincourt-Selvigny, qui est propriétaire du site, à la limite des deux communes. Ce moulin situé sur un point culminant à l'orée du « bois du Moulin » est visible à des kilomètres à la ronde (de Malincourt à Villers-Outréaux). Sa date de construction est située entre 1453 et 1480. Il appartenait avant la Révolution au seigneur de Walincourt. En 1794 le moulin est mis en vente et devient possession de meuniers : les Copuez, les Rohart et finalement les Brunet qui l'exploitent jusqu'en 1914. Au cours de la Première Guerre mondiale le moulin est partiellement détruit par les Allemands, qui en avaient fait une tour d'observation. En 1991 L'« Association des Amis du vieux moulin » entreprend sa restauration.
- Abbaye des Guillemins fondée en 1255, d'abord nommé le Prieuré du Val Notre-Dame, puis le Prieuré des Guillemins (en raison des moines de l'ordre de St-Guillaume qui l'occupait (Guillemins ou Guillemites)).

### L'église Saint-pierre de Walincourt

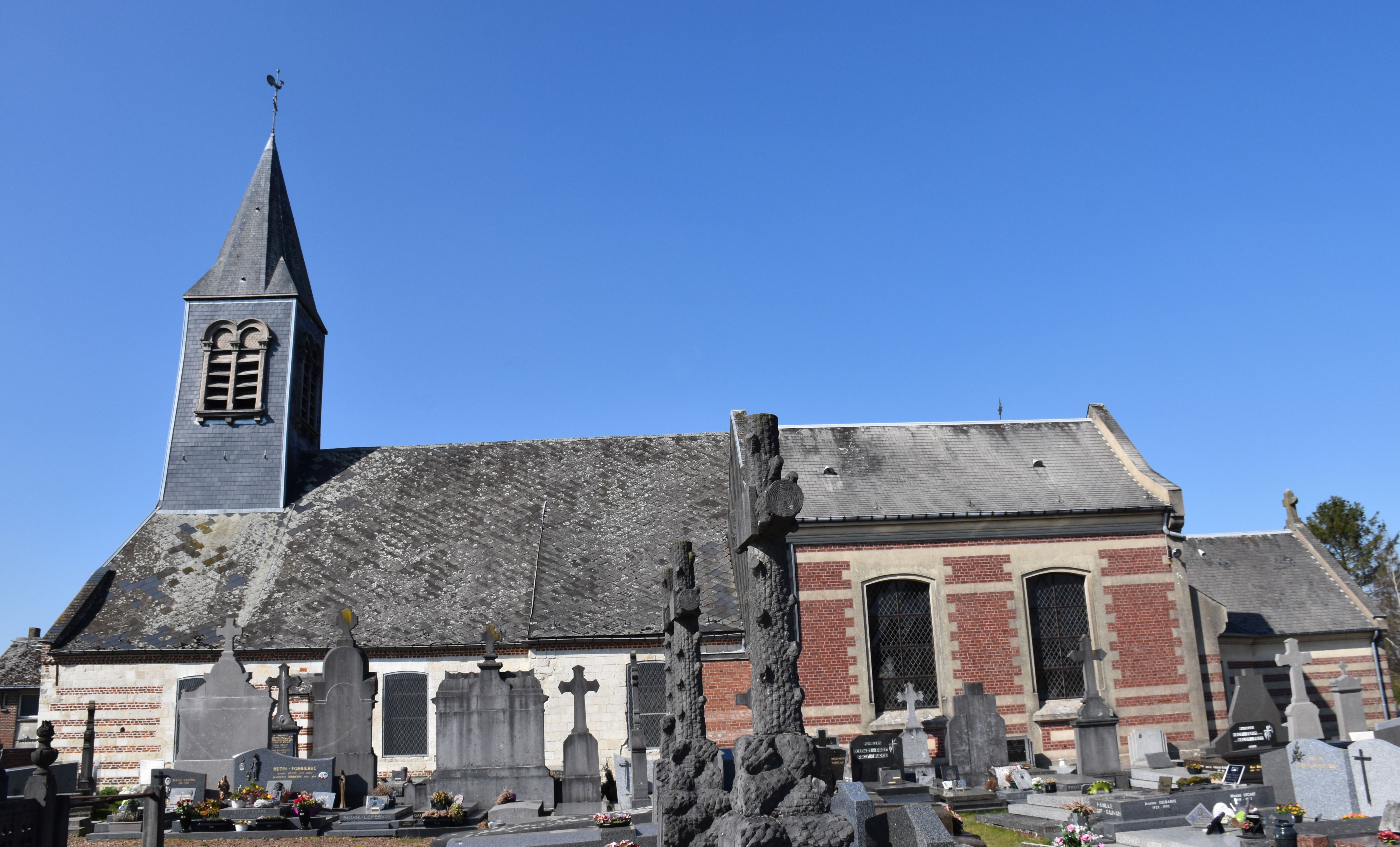
Vue de l'église côté sud.
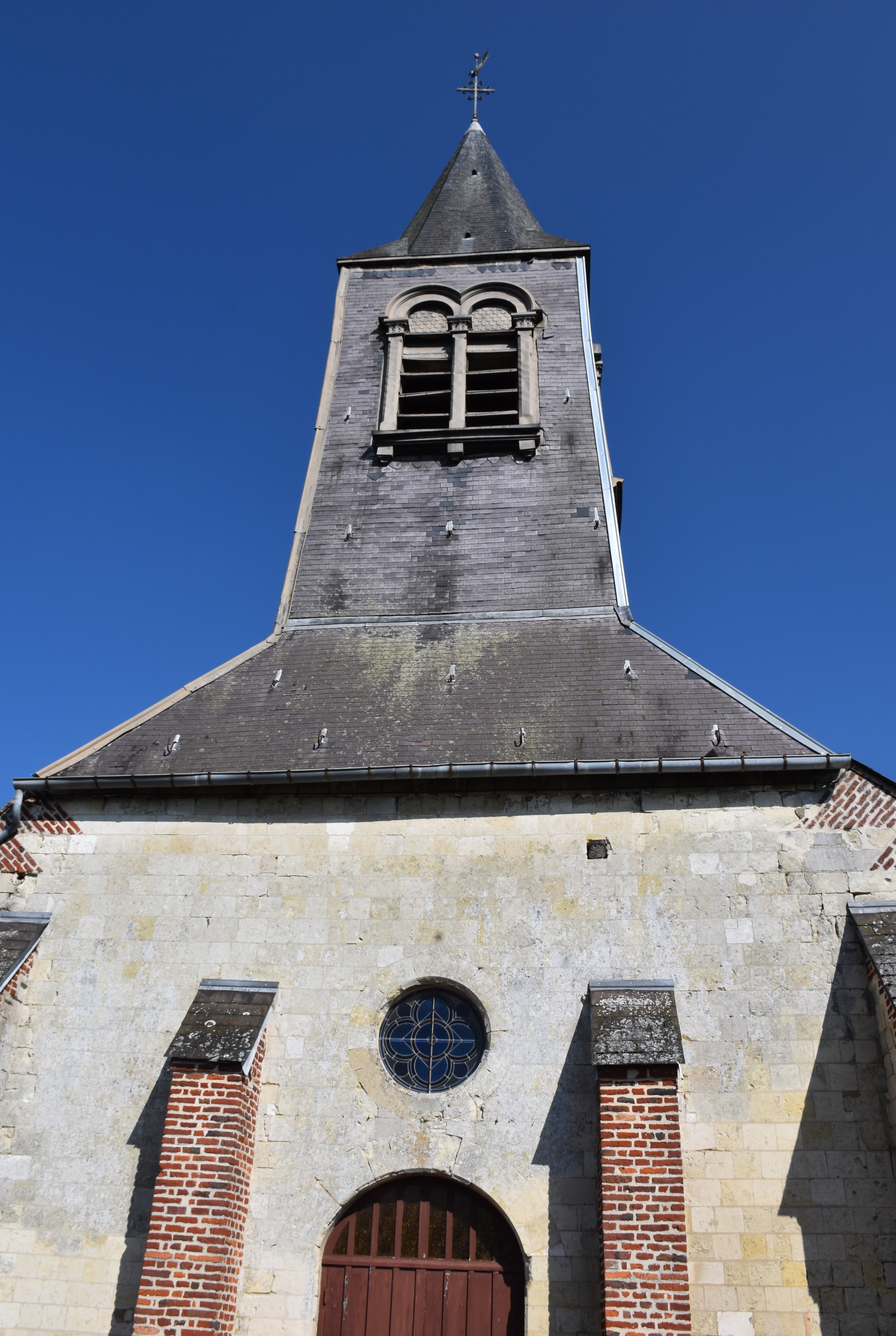
La façade.
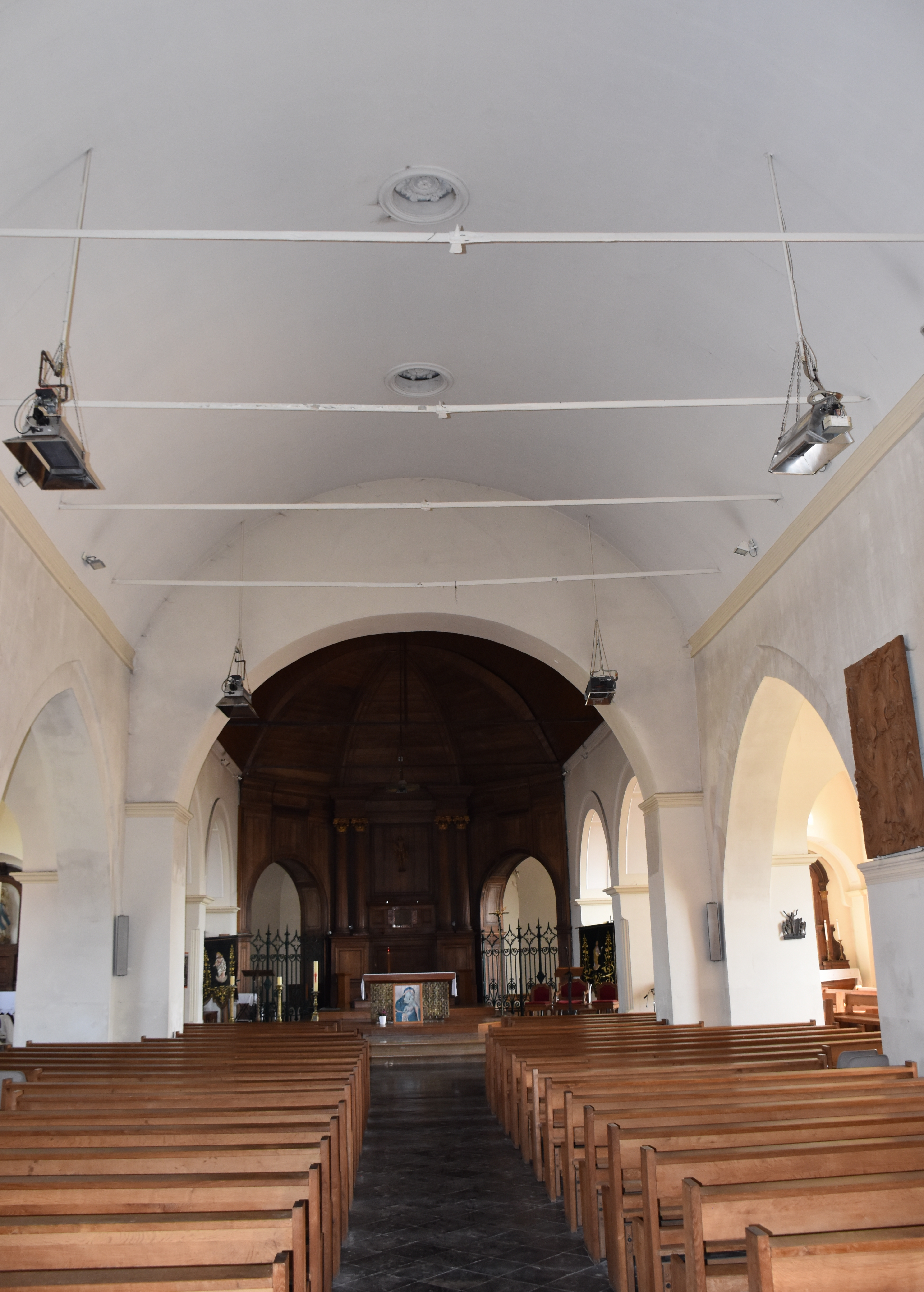
La nef.
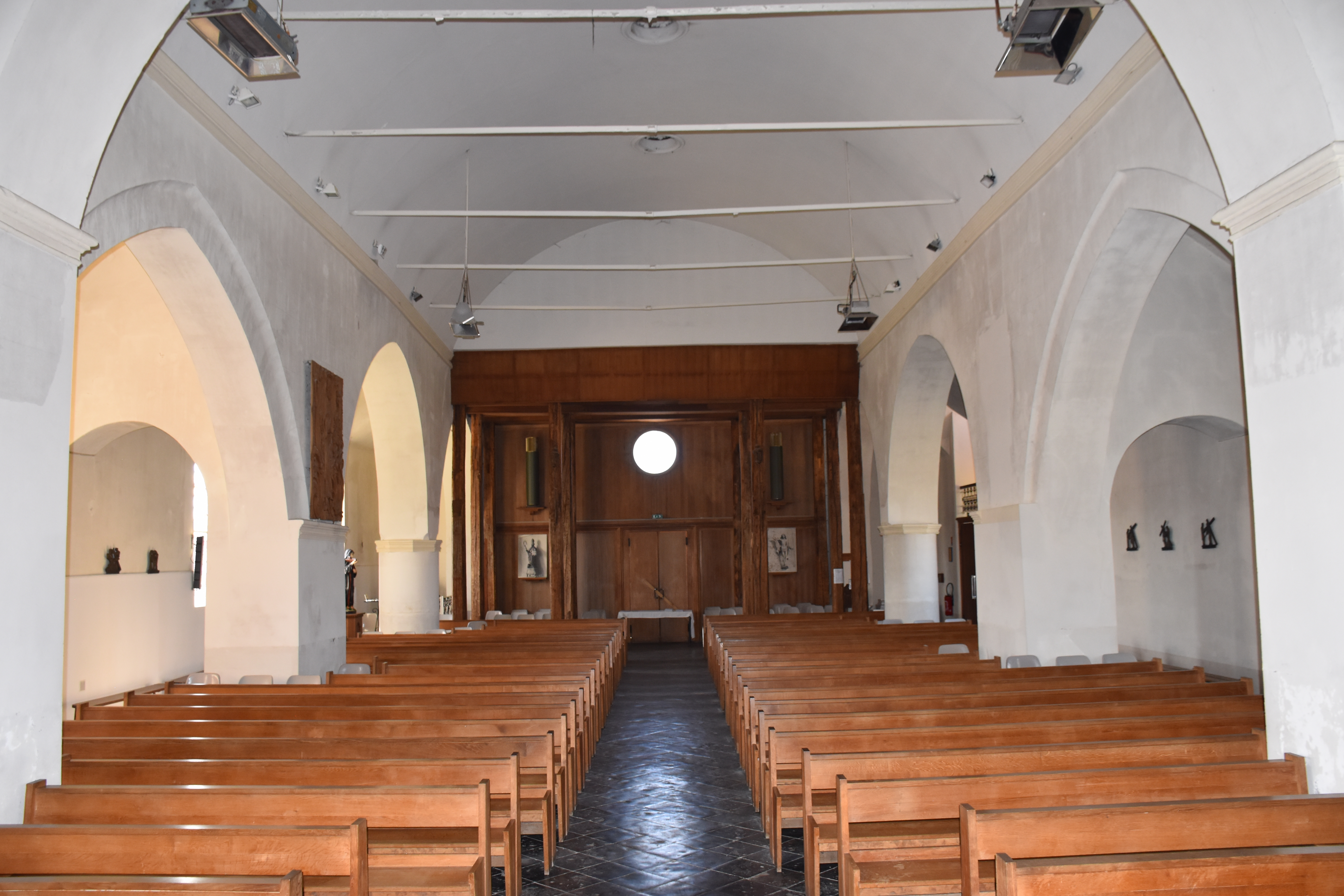
La nef côté porche.
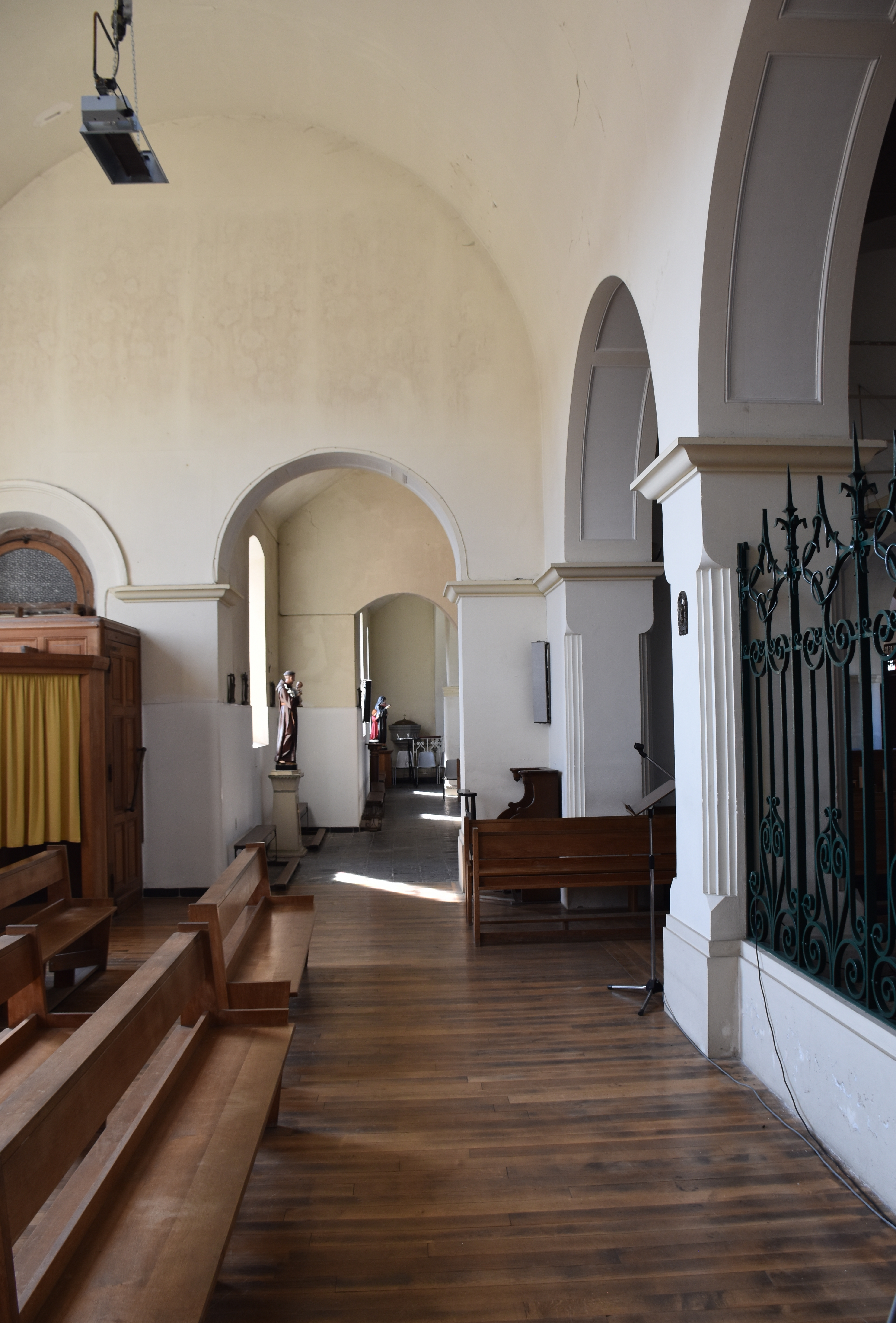
Le bas-côté sud et l'entrée du déambulatoire.

## Personnalités liées à la commune
- Edmond Bricout (né le 8 octobre 1904 à Walincourt - décédé le 3 mai 1973 à Gouy) était député de l'Aisne de 1951 à 1973 et maire de Gouy de 1947 à 1973
- Jean Crinon (né le 6 janvier 1927 à Walincourt - décédé le 28 octobre 1994 à Bruay-la-Buissière) était un journaliste sportif sur la RTF puis sur FR3 Nord-Pas-de-Calais. Il suivait en particulier les matches du LOSC avec passion, ce qui fait que son nom et sa ferveur resteront dans les mémoires de nombreux supporters du club.
- Robert Duquesne (né le 28 avril 1931 à Walincourt - décédé le 9 novembre 2003 à Dunkerque) était champion de France de boxe toutes catégories.

## Pour approfondir